# E-Prix di Hyderabad
L'e-Prix di Hyderabad è una competizione motoristica destinata a sole vetture elettriche, la prima edizione ha avuto luogo l'11 febbraio 2023, sul Circuito cittadino di Hyderabad.

## Storia
L'evento è stato inserito nel calendiario ufficiale della Formula E a partire dalla stagione 2022-23.